# 圣母世界之后主教座堂
圣母世界之后圣殿主教座堂（法語：Cathédrale Marie-Reine-du-Monde）位于加拿大蒙特利尔，是罗马天主教蒙特利尔总教区。它是魁北克省第三大教堂，仅次于圣若瑟圣堂（也位于蒙特利尔）和魁北克城东面的圣亚纳圣殿（Basilica of Sainte-Anne-de-Beaupré）。这座教堂位于市中心的座堂街1085号（45°29′57.10″N 73°34′6.10″W / 45.4991944°N 73.5683611°W），李域大道（René Lévesque Boulevard）和麥卡菲街（Metcalfe Street）路口，靠近地铁博讷站和中央站。它和加拿大广场东侧的总教区大楼相连，主宰着多切斯特广场。
教堂於1875年由時任主教伊尼亚斯·布尔热下令興建，以取代在1852年一場大火中燒毀的聖湛思座堂。此教堂是聖伯多祿大殿的比例模型，並於1894年正式祝聖。聖母世界之后主教座堂於2000年3月28日被列為加拿大國家歷史古蹟。2006年5月14日，这座主教座堂被列为加拿大国家历史古迹。

## 圖集

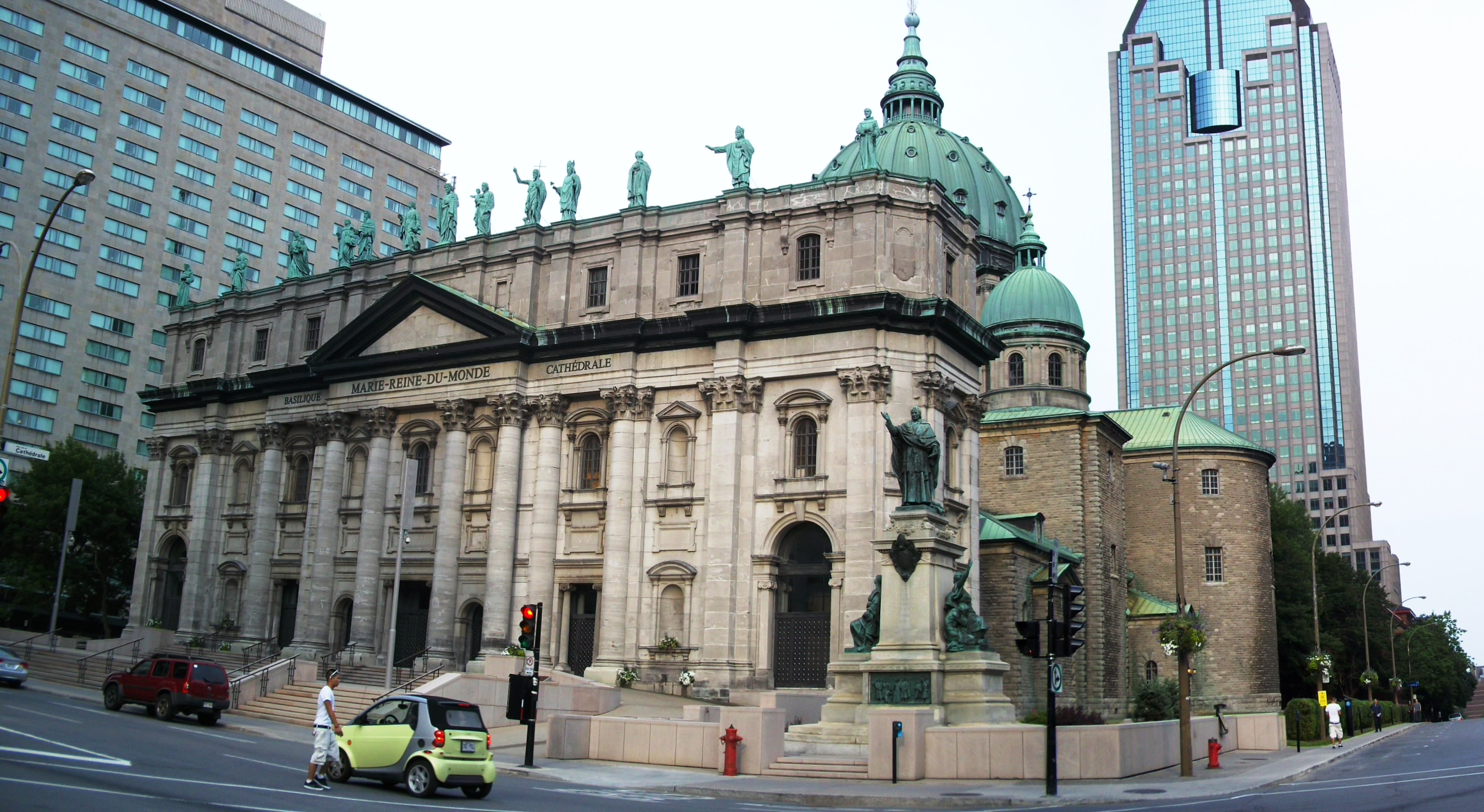
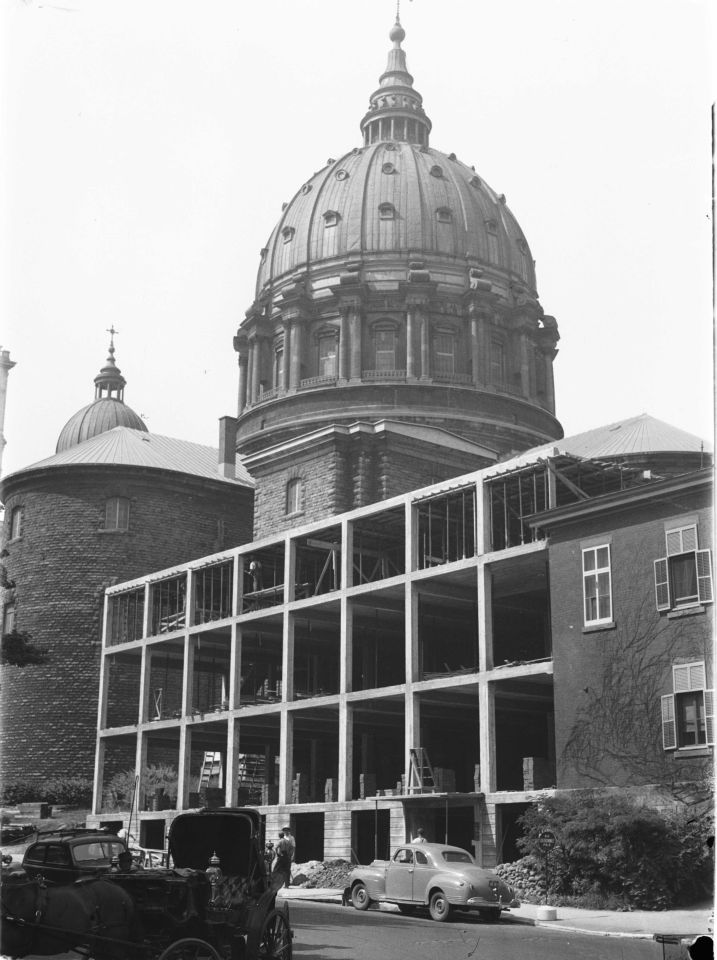
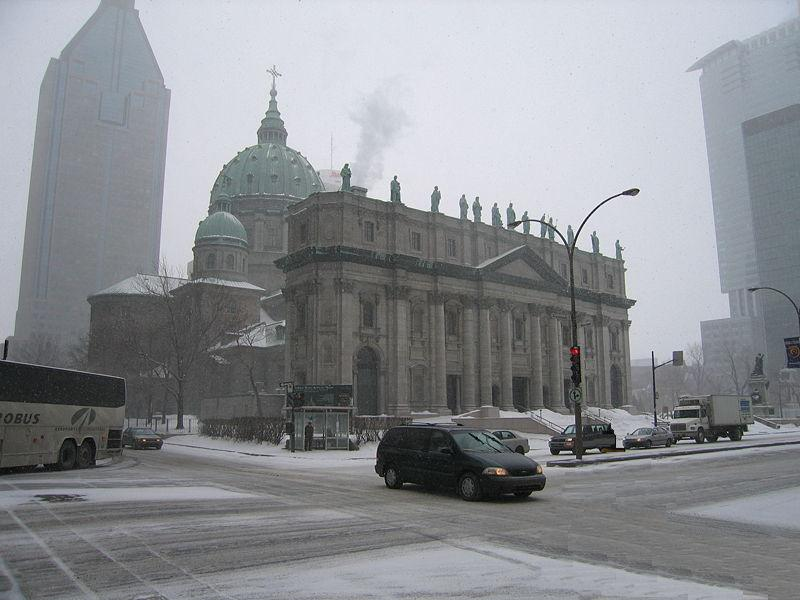
Façade vue du [[Boulevard René-Lévesque (Montréal)|
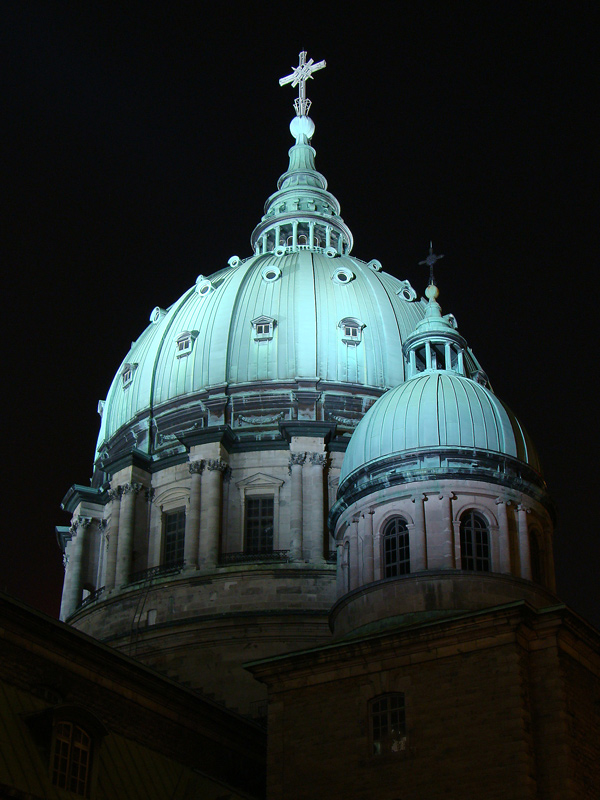
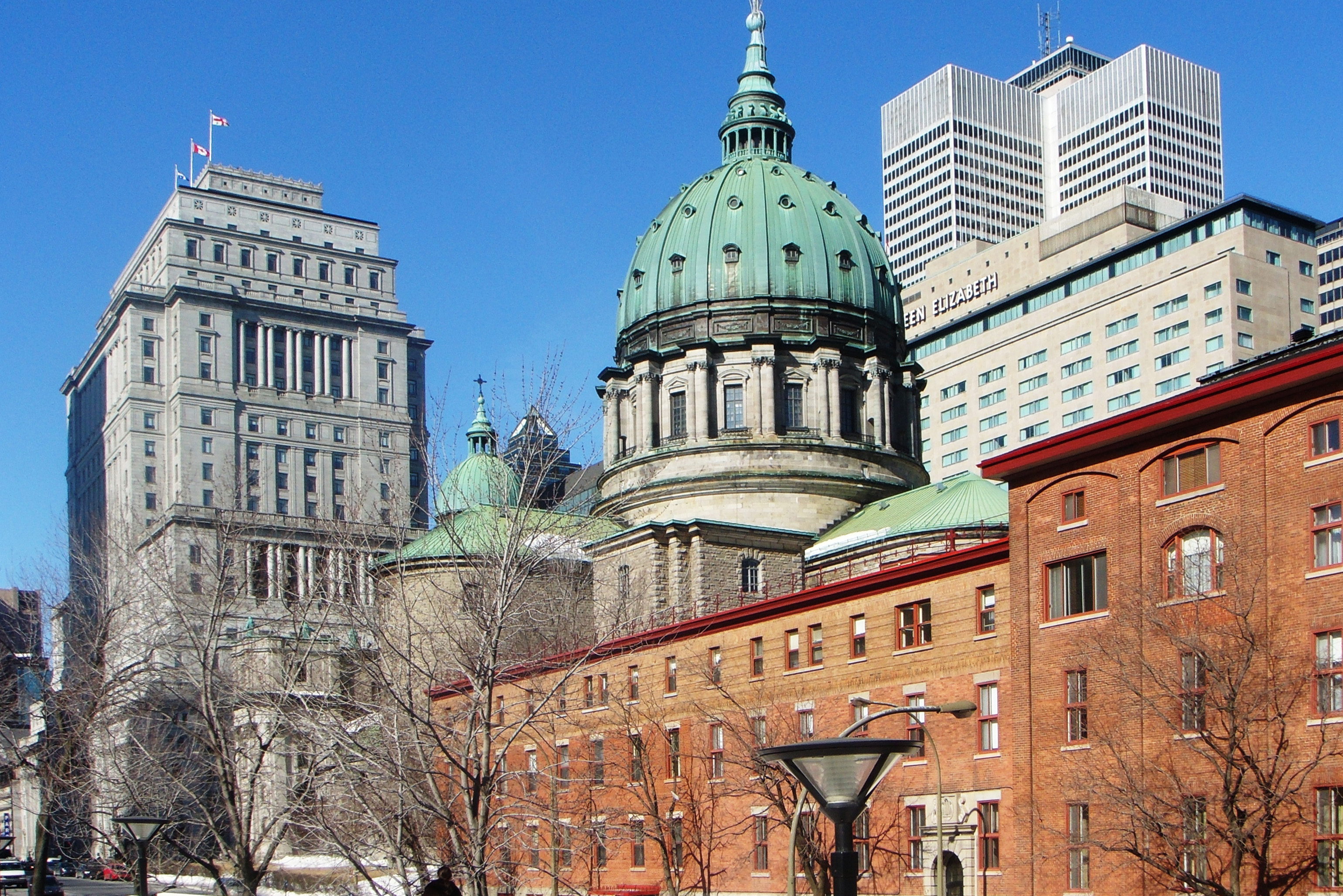
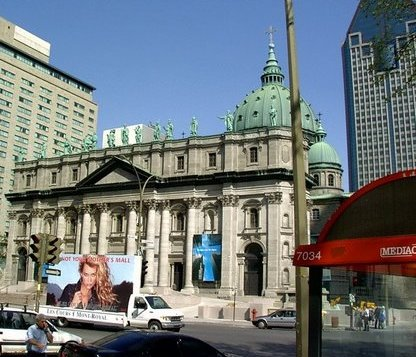
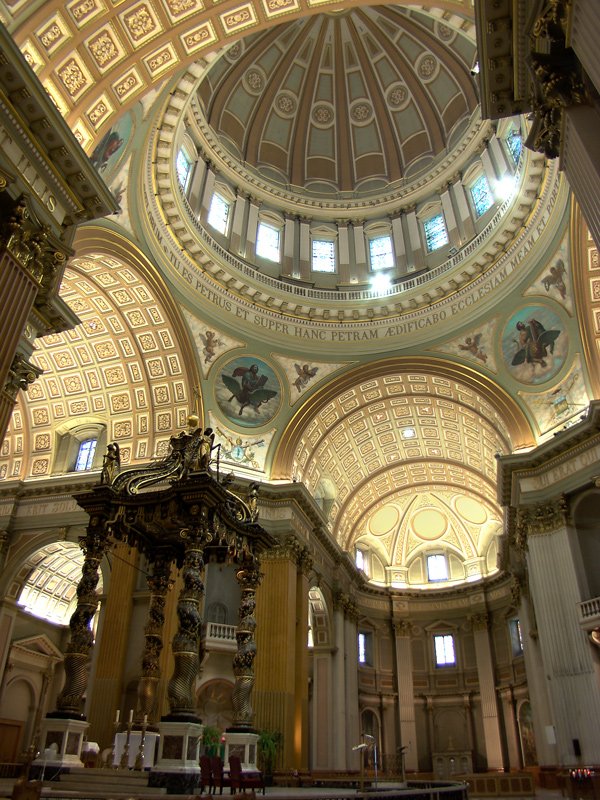
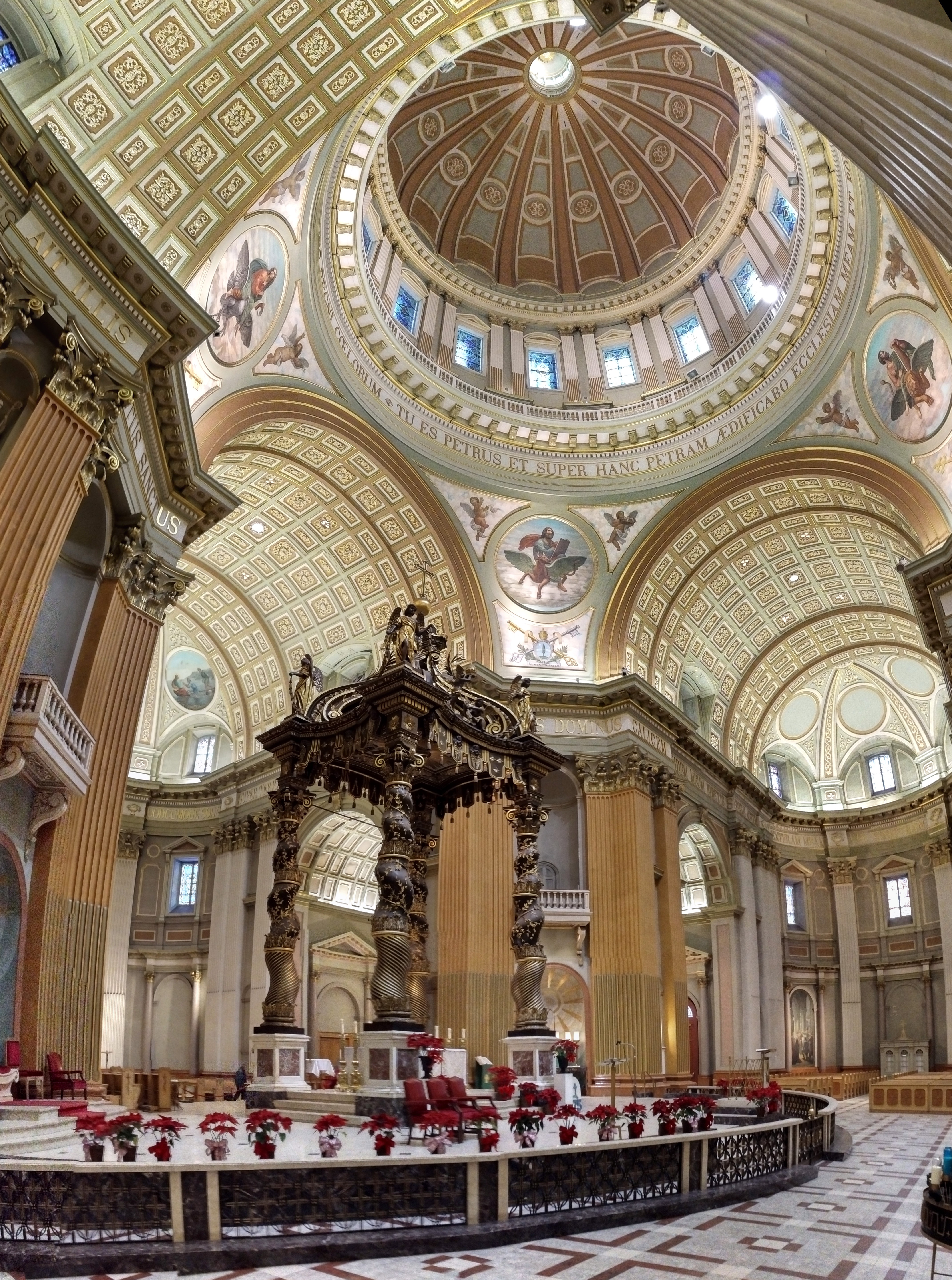
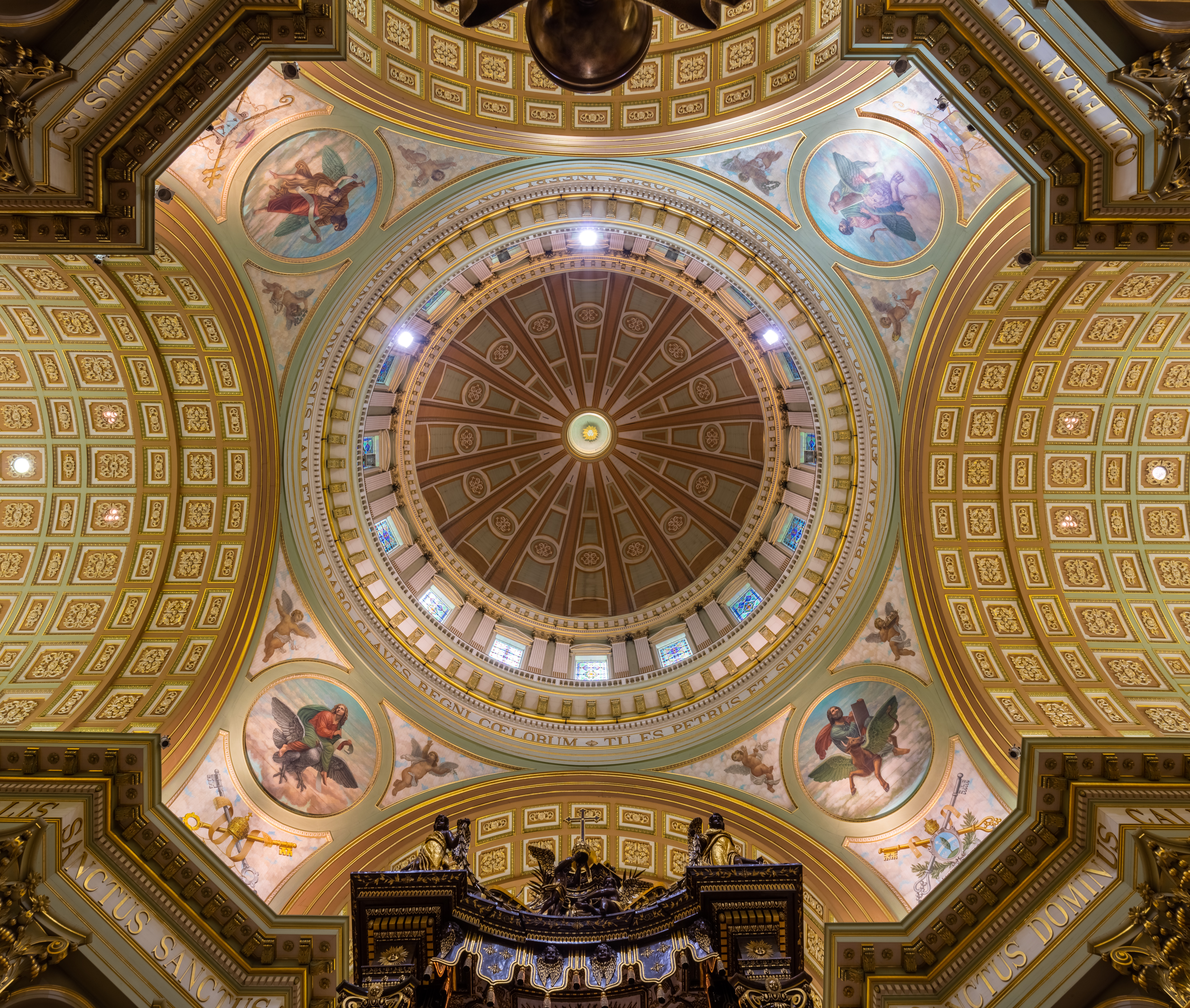
穹顶
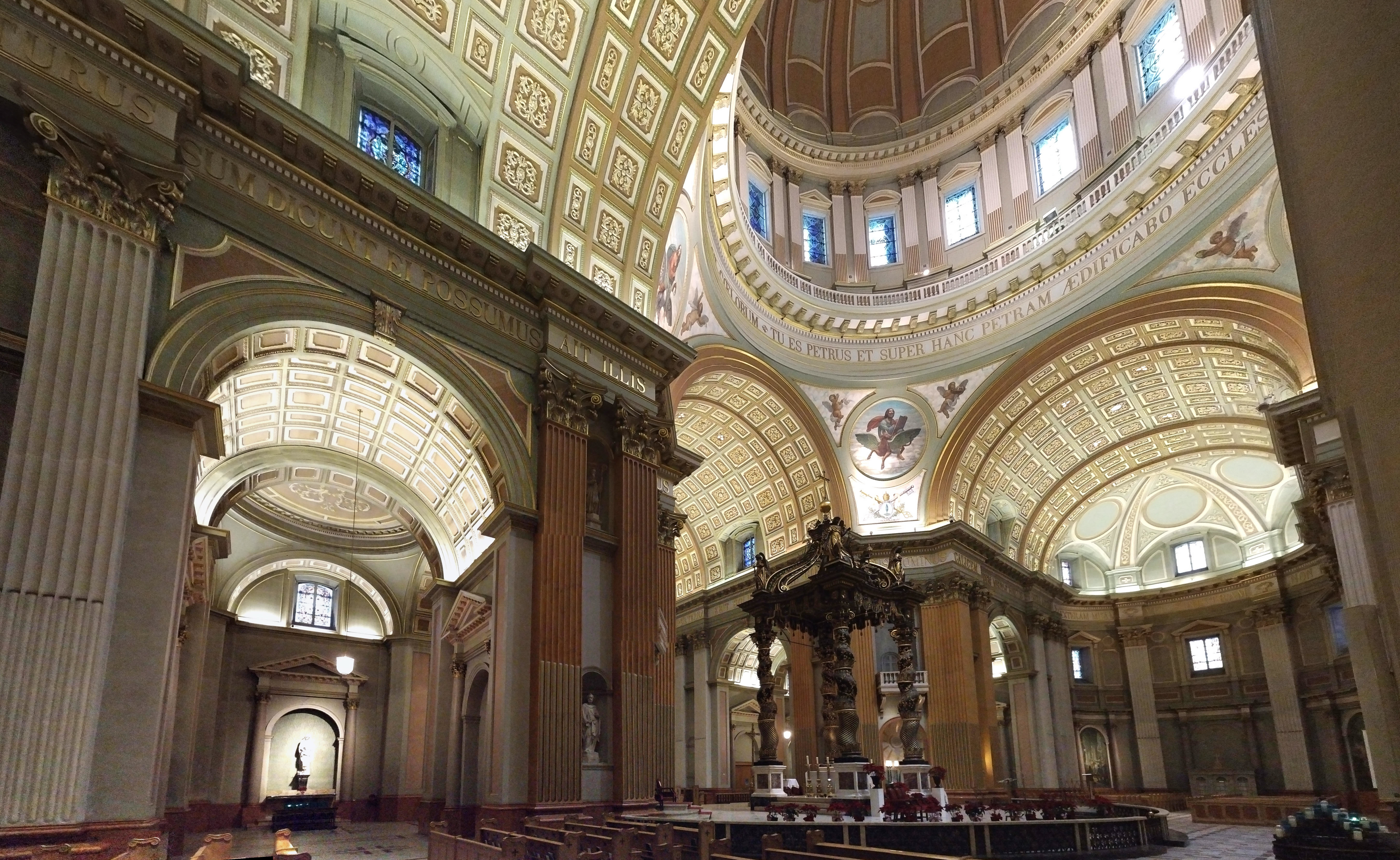
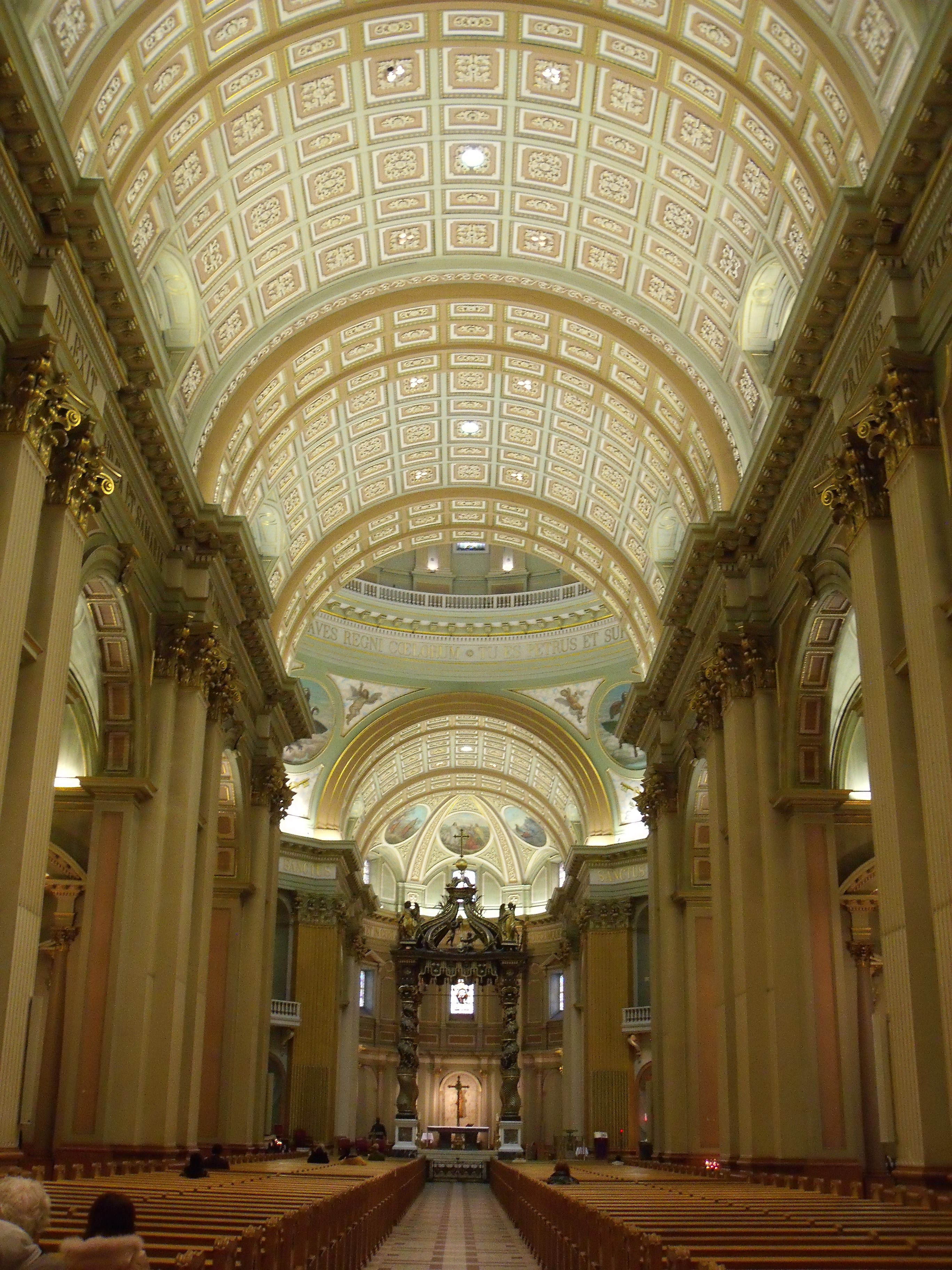
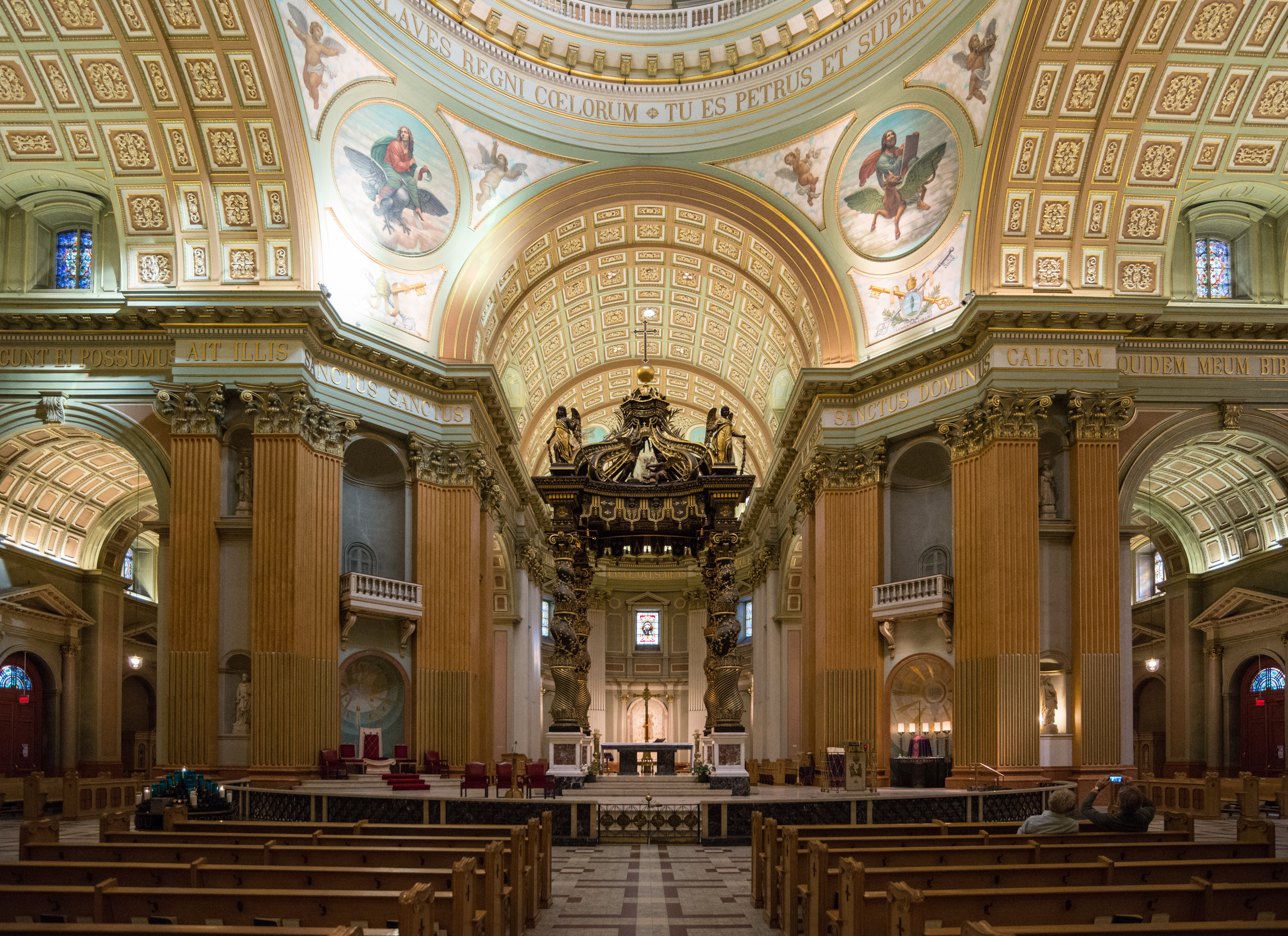
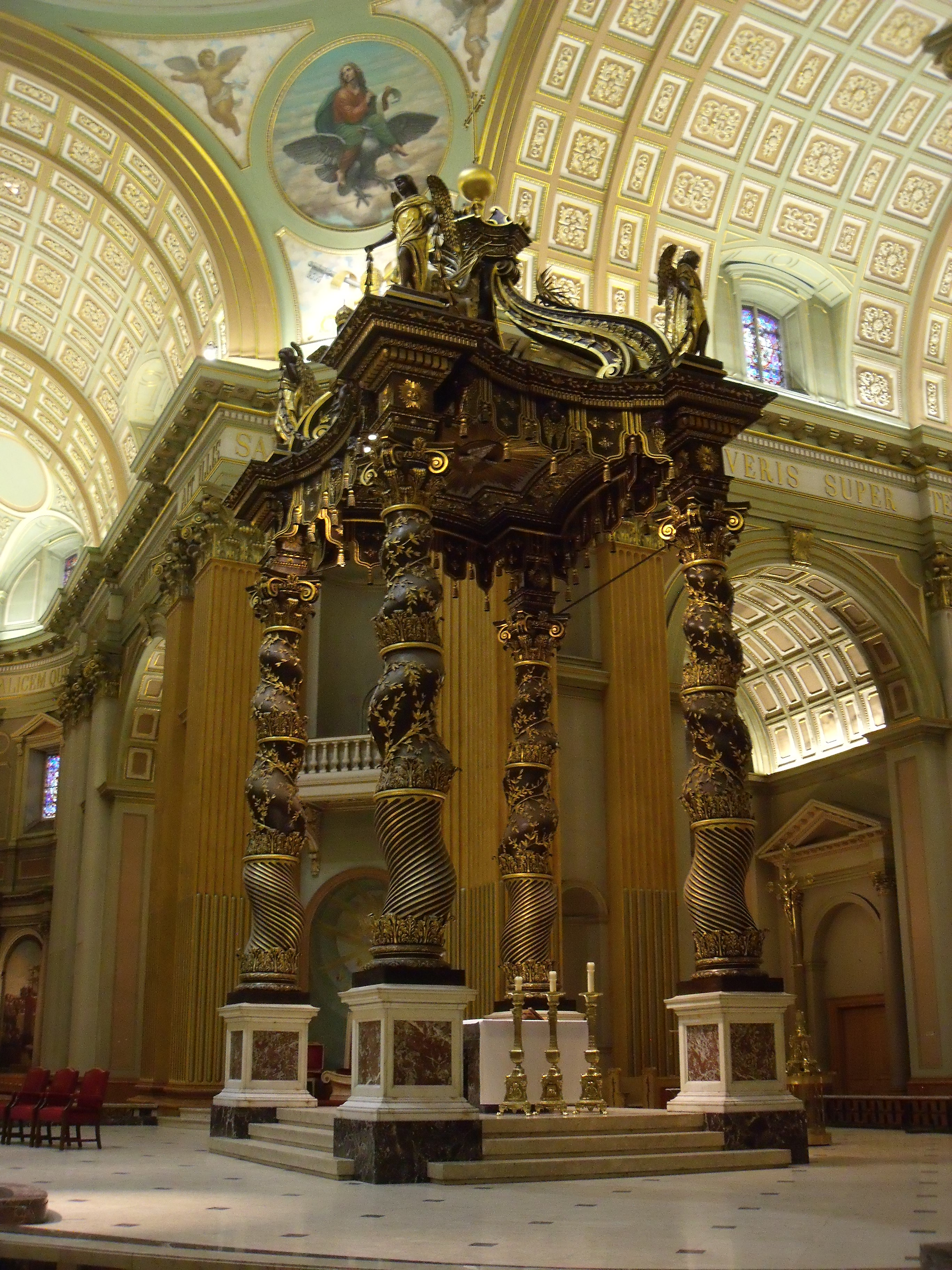
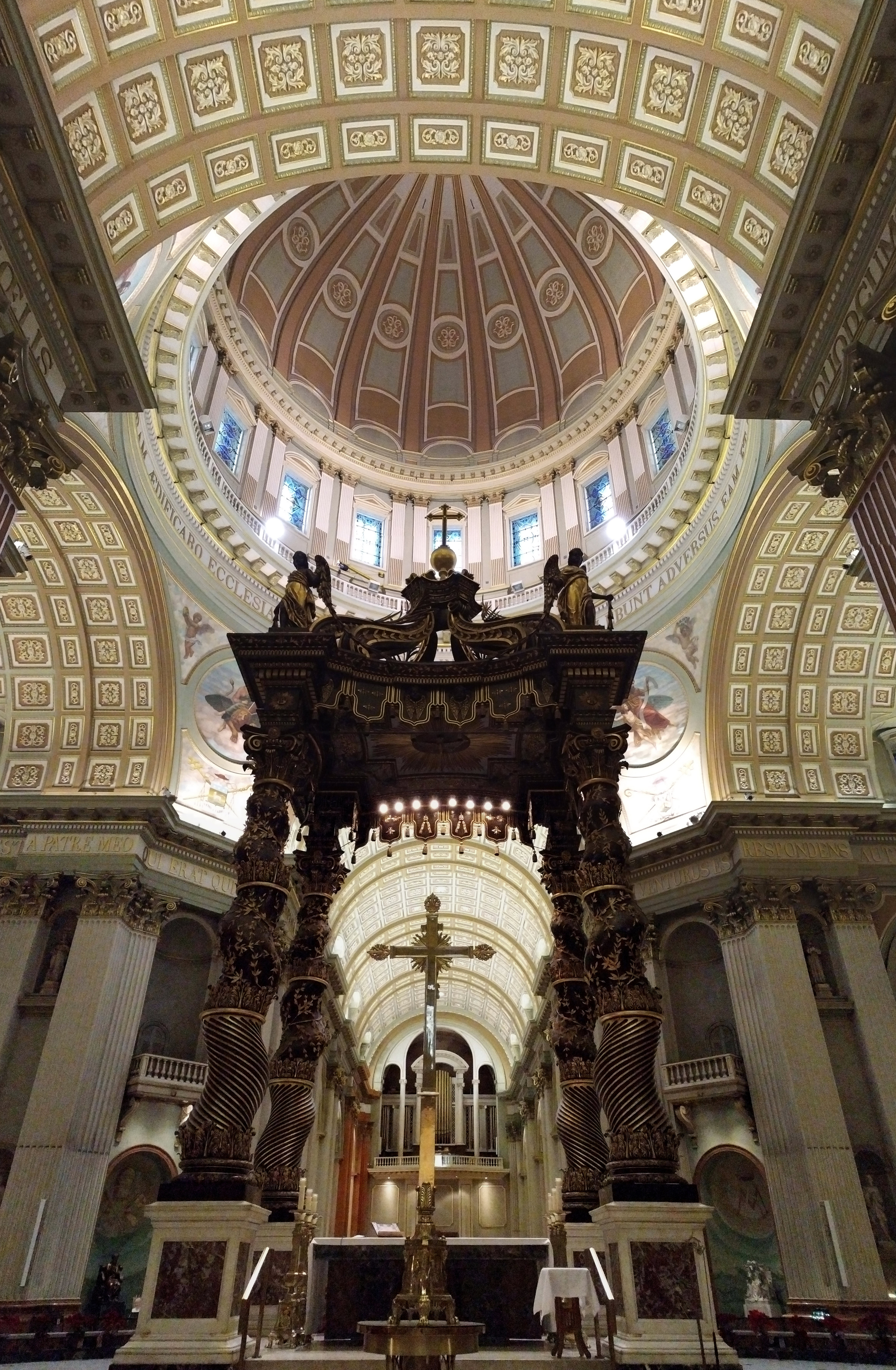
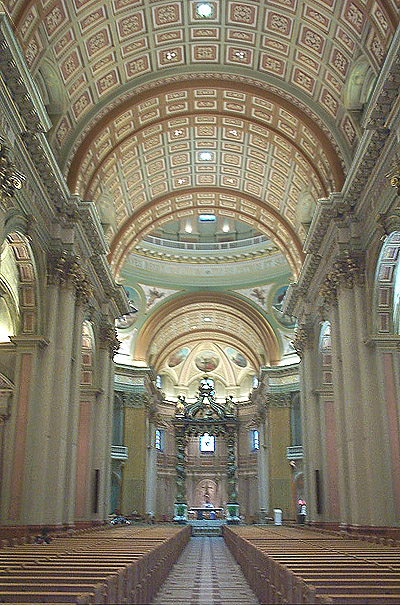
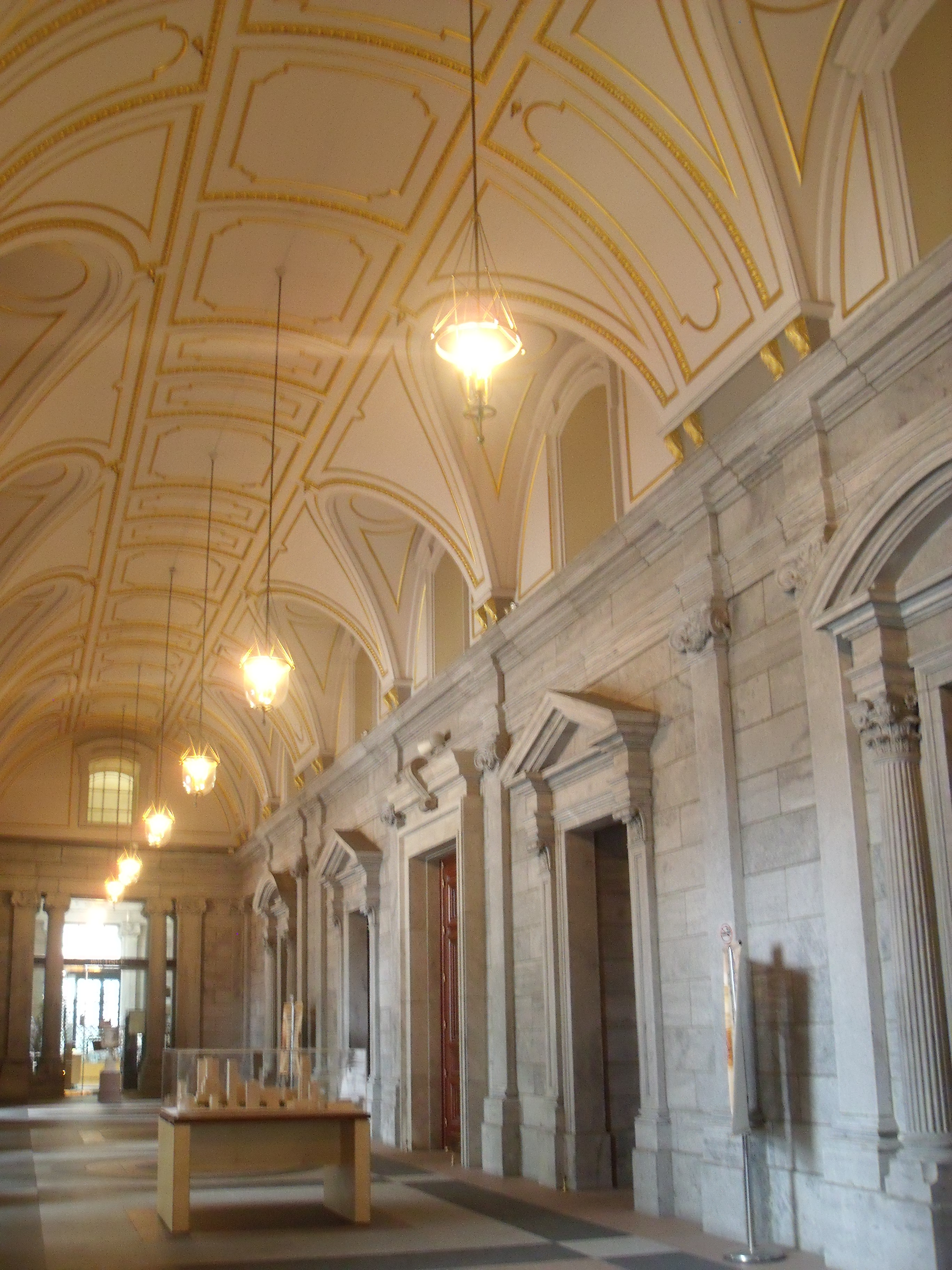
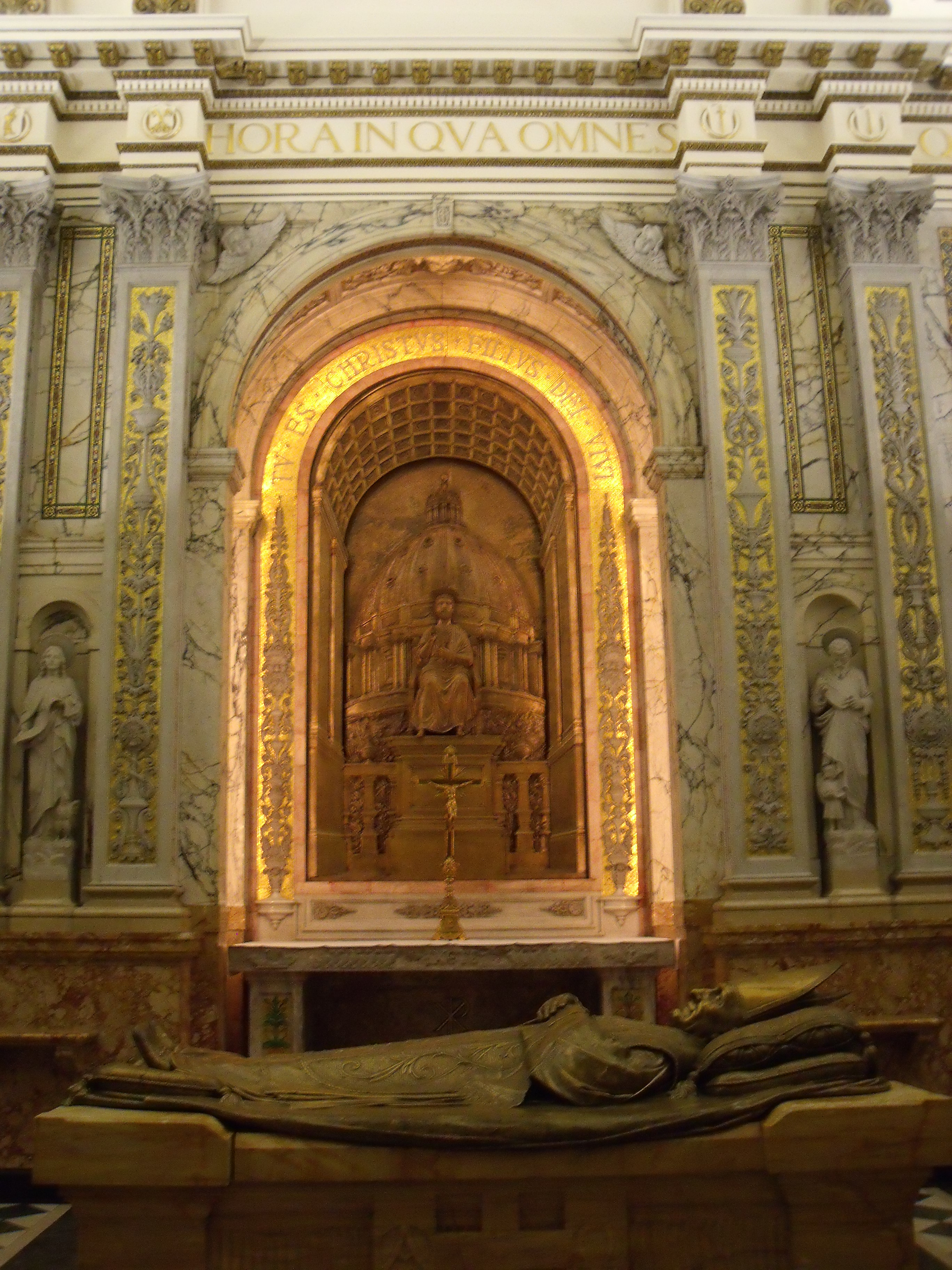
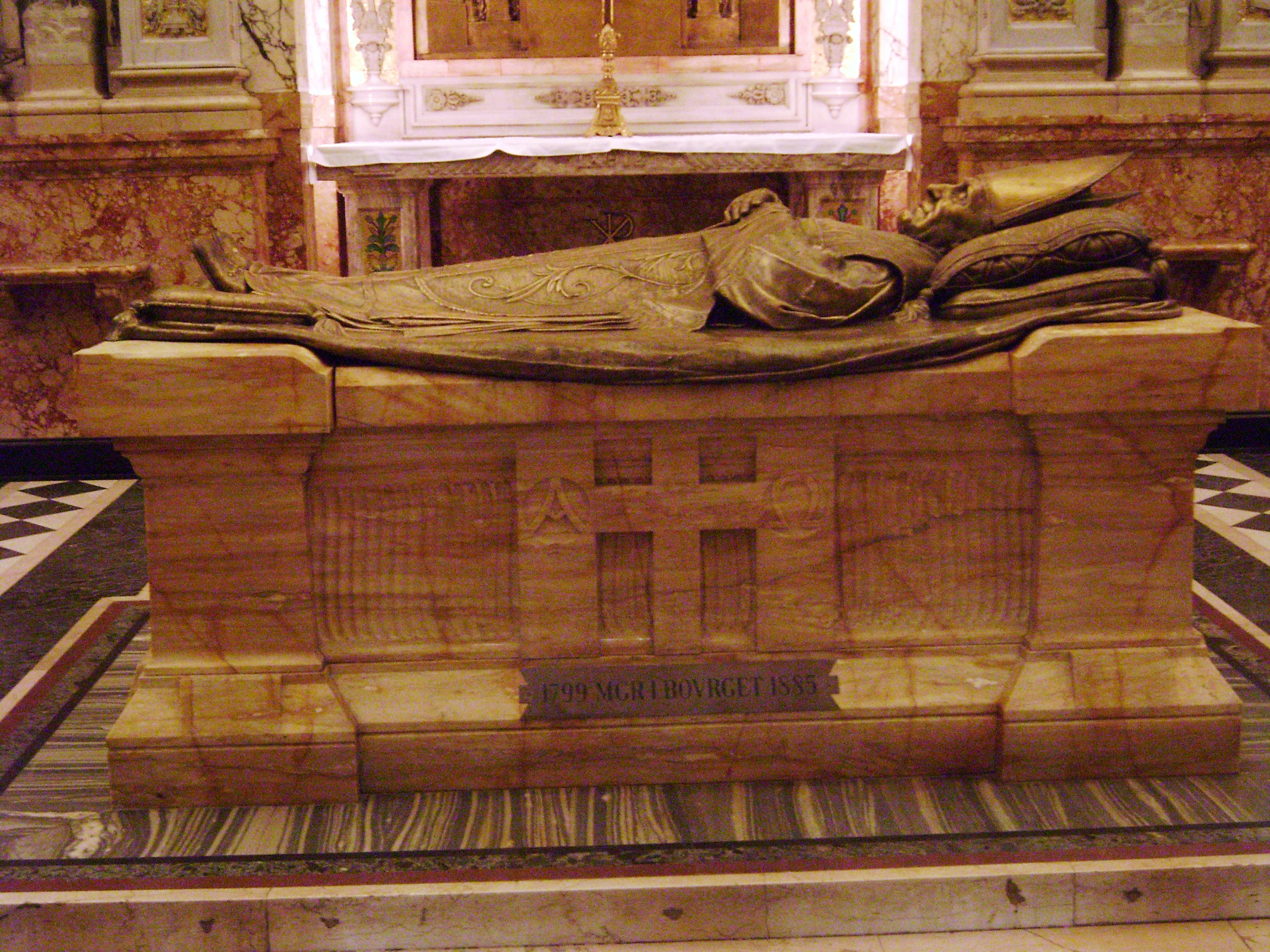
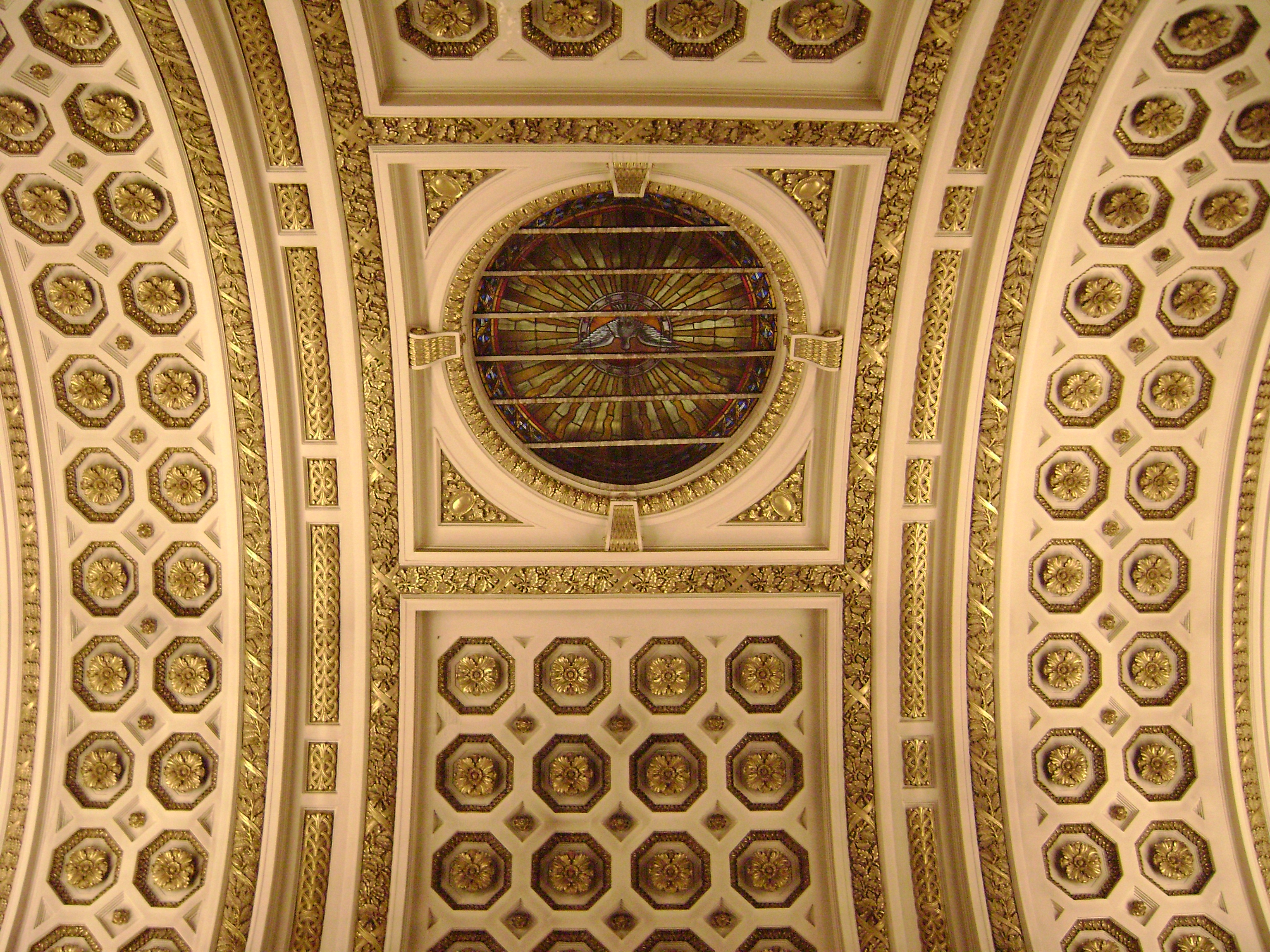
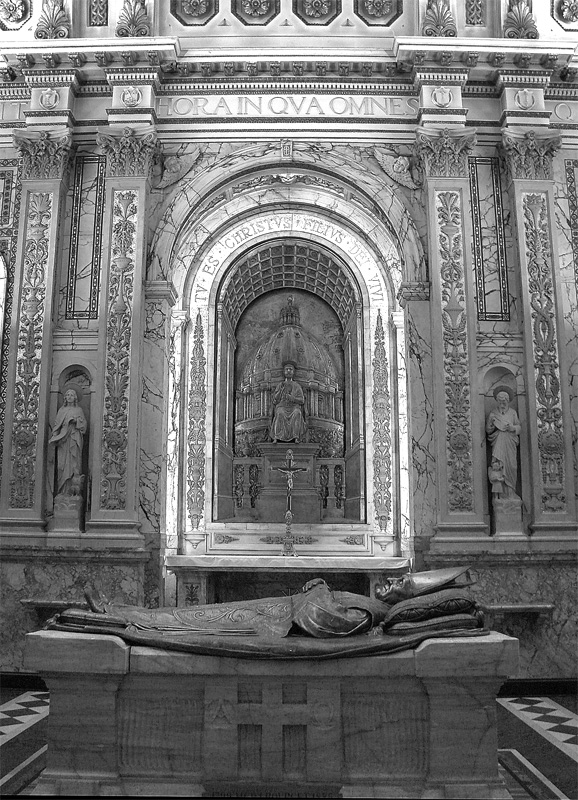
布尔热墓
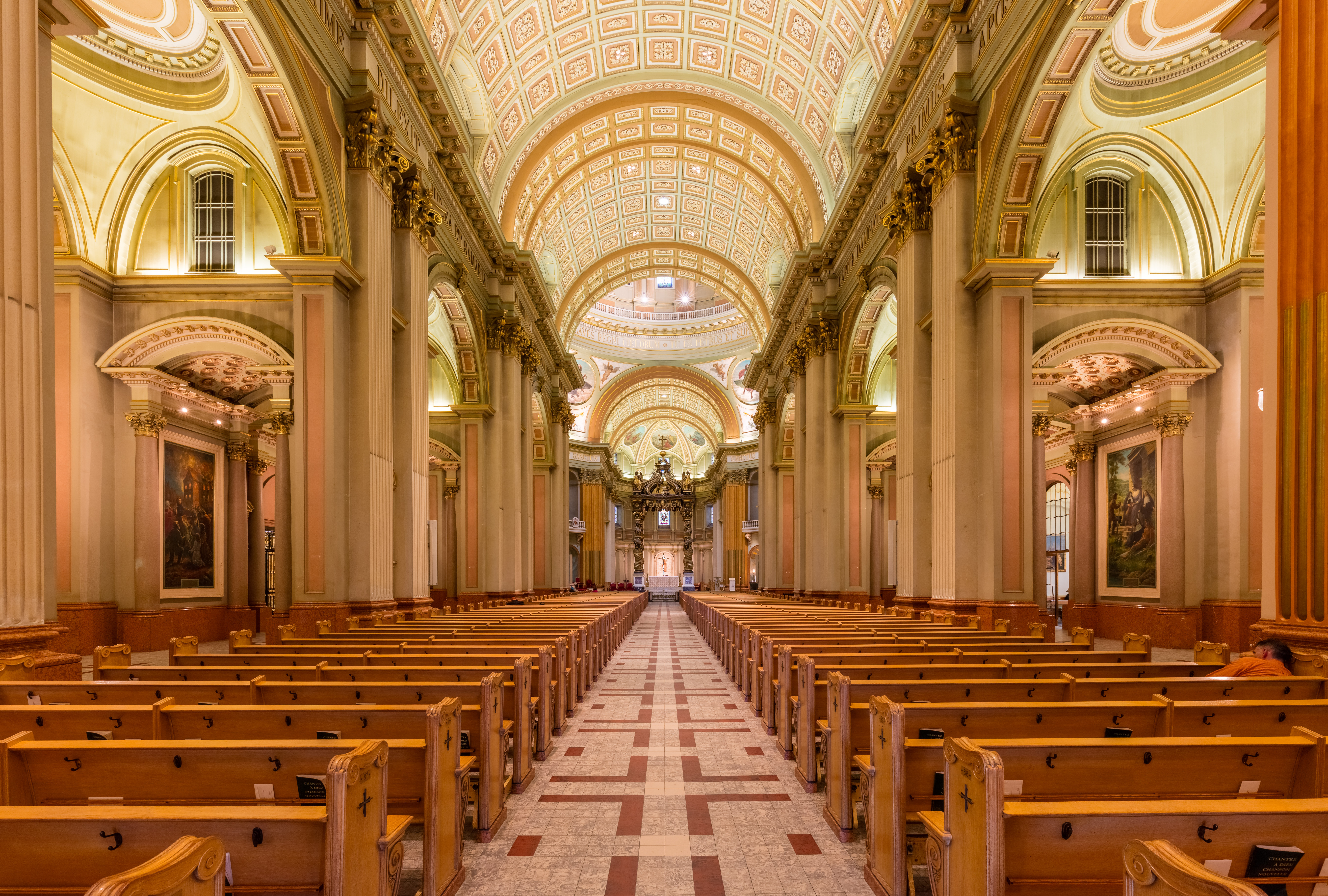